# 川筋ライラ
川筋 ライラ（かわすじ ライラ、1998年7月4日 - ）は大阪市泉佐野市出身の吉本興業所属の女性タレント。

## 人物
- 実家は中華料理店[1]。
- 「映画俳優を目指すために染谷将太が出演した映画を見て、衝撃を受けて、俳優にになるために芸能事務所に所属したいと親に相談したら、NSC（吉本総合芸能学院）のパンフレットを持ってきました」というエピソードで、中学卒業と同時にNSCに入所した[2]。
- 「吉本で芝居をやりたいなら、新喜劇を受けたら?」の勧めでオーディションを受け合格。少年少女役が多い[2]。

## 出演番組
- よしもと新喜劇（毎日放送）